# Zélia Gattai
Zélia Gattai (* 2. Juli 1916 in São Paulo; † 17. Mai 2008 in Salvador da Bahia) war eine brasilianische Schriftstellerin.

## Leben
Zélia Gattai, Tochter des italienischen Anarchisten Ernesto Gattai, war aktive Kommunistin. Sie erlernte den Beruf der Fotografin und studierte Literatur an der Sorbonne in Paris. Durch Freundschaften mit den Schriftstellern Mário de Andrade und Rubem Braga lernte sie Jorge Amado, einen der bedeutendsten lateinamerikanischen Autoren des 20. Jahrhunderts, kennen, den sie 1945 heiratete. Sie lebten seit 1955 in Salvador da Bahia.
Gattai veröffentlichte 13 Werke; das bekannteste war der autobiografische Roman Anarchisten, Gott sei Dank. 2001 wurde sie als fünfte Frau überhaupt in die Academia Brasileira de Letras, die brasilianische Akademie der Literatur, aufgenommen und hatte dort in Nachfolge ihres 2001 verstorbenen Ehemanns den Stuhl Nr. 23 inne.
Gattai verstarb am 17. Mai 2008 nach mehrwöchigem Krankenhausaufenthalt an den Folgen einer Darmoperation.

## Werke
- Anarquistas graças a Deus, 1979, in Deutsch: Anarchisten, Gott sei Dank, Kiepenheuer 1994, ISBN 3-378-00554-8
- Um chapéu para viagem, 1982
- Senhora dona do baile, 1984
- Reportagem incompleta, 1987
- Jardim de inverno, 1988
- Pipistrelo das mil cores, 1989
- O segredo da rua 18, 1991
- Chão de meninos, 1992
- Crônica de uma namorada, 1995
- A casa do Rio Vermelho, 1999
- Cittá di Roma, 2000
- Jonas e a sereia, 2000
- Códigos de família, 2001
- Jorge Amado um baiano sensual e romântico, 2002
- Vacina de Sapo e outras lembranças, 2005